# Europäisches Institut für Flugkörper
Europäisches Institut für Flugkörper war der offizielle Name eines im November 1957 unterzeichneten Geheimprojektes von Italien, Frankreich und der Bundesrepublik Deutschland zur Entwicklung und Produktion von atomaren Trägersystemen und Waffen. Geheim war der Vertrag, weil Deutschland 1955 in den Pariser Verträgen zugesichert hatte, keine Atomwaffen zu produzieren. Laut Vertrag sollten die Waffen deshalb auf französischem Boden entwickelt werden.
Am 8. April 1958 wurde in Rom das dazugehörige Rüstungsabkommen von den Verteidigungsministern Franz Josef Strauß, Jacques Chaban-Delmas und Paolo Emilio Taviani unterzeichnet. Man einigte sich auf den Bau einer Anlage zur Isotopentrennung in Pierrelatte (Frankreich). Die französische Regierung unter General Charles de Gaulle zog sich aber später aus den Abkommen zurück, da Frankreich selbstständig Kernwaffen bauen wollte.
Den Bestrebungen Deutschlands, auch Kernwaffen zu besitzen, wurde 1958 mit dem Konzept der nuklearen Teilhabe entgegengekommen.